# Francis Clyde Duffy
Francis Clyde Duffy (* 20. März 1890 in Devils Lake, Ramsey County, North Dakota; † 17. Dezember 1977 in Santa Clara, Kalifornien) war ein US-amerikanischer Politiker. Zwischen 1957 und 1959 war er Vizegouverneur des Bundesstaates North Dakota.

## Werdegang
Francis Duffy absolvierte die Devils Lake High School. Nach einem anschließenden Jurastudium an der University of North Dakota und seiner Zulassung als Rechtsanwalt begann er in einer Anwaltskanzlei in diesem Beruf zu arbeiten. Zuvor hatte er noch für einige Zeit die Zeitung Grand Forks Herald herausgegeben. Zwischen 1925 und 1930 war er Sonderstaatsanwalt seines Staates. Dabei war er mit der Untersuchung einiger Unregelmäßigkeiten in verschiedenen staatlichen Einrichtungen beauftragt. Von 1939 bis 1944 war er als Code Commissioner auch für die Überarbeitung der Gesetzgebung mitverantwortlich. Außerdem fungierte er viele Jahre lang als juristischer Vertreter seiner Heimatstadt Devils Lake. Später war er unter anderem auch Direktor bei der Otter Tail Power Company, der Ramsey National Bank und der Northern National Insurance Company. Er war Präsident der Anwaltskammer von North Dakota und Mitglied der Handelskammer in Devils Lake.
Politisch schloss sich Duffy der Republikanischen Partei an. Dort wurde er zwischenzeitlich Bezirksvorsitzender und Mitglied im Staatsvorstand. Im Juni 1936 nahm er als Delegierter an der Republican National Convention in Cleveland teil. Zwischen 1948 und 1956 gehörte er dem Senat von North Dakota an, wo er von 1953 bis 1955 die republikanische Fraktion führte. 1956 wurde er an der Seite von John E. Davis zum Vizegouverneur von North Dakota gewählt. Dieses Amt bekleidete er zwischen 1957 und 1959. Dabei war er Stellvertreter des Gouverneurs und Vorsitzender des Staatssenats. Im Jahr 1958 kandidierte er erfolglos in den Vorwahlen seiner Partei für den US-Senat. Francis Duffy starb am 19. Dezember 1977 in Santa Clara und wurde in Devils Lake beigesetzt.